# Guntang

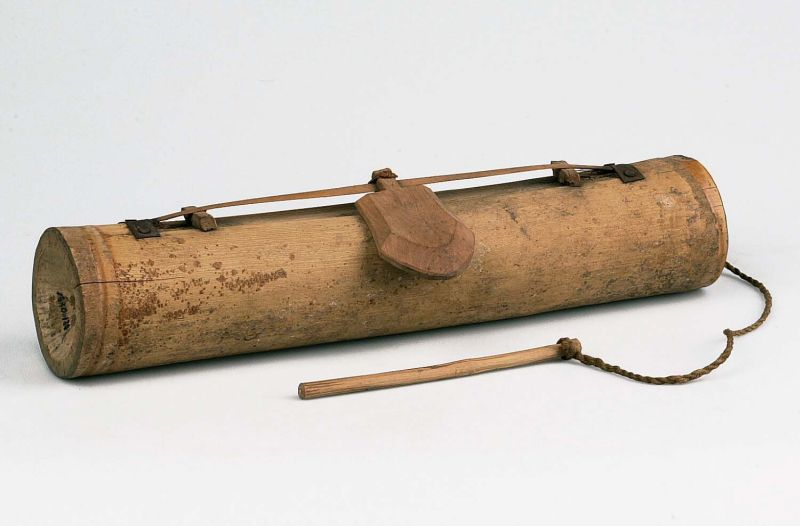
Guntang. Tropenmuseum Amsterdam, vor 1939.

Guntang ist eine mit einem Stöckchen geschlagene, einsaitige, idiochorde Bambusröhrenzither, die hauptsächlich auf der indonesischen Insel Bali in verschiedenen gamelan (Ensembletypen) gespielt wird. Die guntang ist ein den Rhythmus punktierendes Perkussionsinstrument in der balinesischen Musik und hiervon übernommen in der Musik von Lombok. Im gamelan arja legt üblicherweise eine größere guntang die rhythmische Betonung fest und eine zweite, kleinere guntang gibt den Taktschlag vor. Letztere wird heute meist durch einen kleinen Buckelgong (kempli) ersetzt.

## Bauform
Die guntang besteht aus einem 35 bis 70 Zentimeter langen, dicken Bambusabschnitt (Internodium), der knapp hinter den Knoten abgeschnitten wurde und eine beidseits geschlossene Röhre bildet. Eine dünne Saite wird durch zwei Längsschnitte und einen Tangentialschnitt aus der oberen Schicht (Epidermis) herausgetrennt. An den Enden bleibt die Saite mit dem Bambus verbunden und wird gegen Ausreißen mit einer Faserwicklung um die Röhre aus Rattan oder einem anderen Pflanzenmaterial gesichert. Unter der Saite wird die Röhrenwandung ausgedünnt und zu einer ebenen Fläche begradigt. An beiden Enden als Sattel quer untergeschobene Hölzchen oder Bambusstücke bringen die Saite in einen parallelen Abstand zum Saitenträger. Durch Verschieben der Hölzchen nach außen lässt sich die Saitenspannung erhöhen. Ein in der Mitte an der Saite befestigtes, flaches Holzstück von etwa 4 × 5 Zentimeter Größe vibriert, wenn die Saite mit einem dünnen Bambusstöckchen geschlagen wird. Es senkt die Tonhöhe ab, erhöht die Lautstärke und macht den Ton anhaltender. Bei anderen zweisaitigen Röhrenzithern ist ein solches Holzstück zwischen die Saiten gespannt, ohne die Röhre zu berühren, und dient als Schlagplatte. Eine schmale Öffnung unter der Saitenmitte dient als Schallloch. Die alte Klassifizierung als „Trommelzither“ für diesen Typ von geschlagenen Röhrenzithern ist ebenso irreführend wie bei den sogenannten Schlitztrommeln. Die guntang ruht waagrecht auf einem Holzgestell vor dem am Boden sitzenden Musiker.
Guntang werden den Namen nach in mehrere Größen unterteilt. Am größten ist guntang gede (gede, „groß“, entsprechend dem sehr großen gamelan gong gede), gefolgt von guntang kempur (kempur, ein einzelner, in einem Holzrahmen hängender Buckelgong), guntang cenik (cenik, balinesisch „klein“) bis zum kleinen guntang kajar oder guntang kempli (kempli, ein kleiner hängender Gong, der alternativ zur guntang als Taktgeber verwendet wird). Das Wort guntang für eine Röhrenzither ist erstmals in einigen javanischen Dokumenten aus dem 14. Jahrhundert nachgewiesen
Jaap Kunst beschrieb in den 1930er Jahren die heute vereinzelt in Zentral- und Ostjava vorkommende Entsprechung zur guntang, die gumbeng genannt wird. Die Jaap Kunst zufolge auf Java üblichen indonesischen oder javanischen Bezeichnungen der einzelnen Bauteile dieser Bambusröhrenzither sind: senteng („Saite“), ganjel („Unterlage“) oder in Ostjava tlapakan („Fußsohle“) für den Sattel und suh (Rattanfasern, um die Saiten am Ausreißen zu hindern). Das mittlere Holzstück der gumbeng heißt siwil oder bindingan. Die heutige gumbeng ist etwas größer als die balinesischen Varianten der guntang und besitzt ein Saitenpaar mit einem mittig zwischen den Saiten (welad) eingeklemmten Holzstück (tangsel) und eine einzelne Saite, die nur von einem unter die Saitenmitte geschobenen Steg angehoben wird.

## Herkunft und Verbreitung

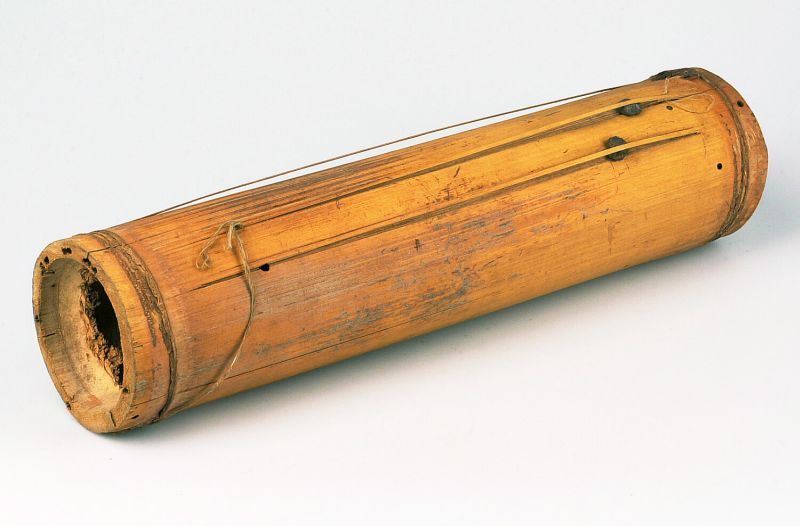
Gong tondo von der Insel Flores, Tropenmuseum Amsterdam, vor 1934. Im Unterschied zur guntang hat die gong tondo kein Schallloch in der Mitte, dafür auf beiden Seiten durchbrochene Internodien.

Saiteninstrumente benötigen einen Saitenträger und einen Resonanzkörper. Beides ist bei einer Bambusröhre ohne weitere Bearbeitung gegeben, weshalb idiochorde Bambusröhrenzithern neben Musikbögen die am einfachsten herzustellenden Saiteninstrumente sind, als deren „Urväter“ gelten und in fast allen Regionen vorkamen oder noch vorkommen, in denen Bambus gedeiht. Dies trifft auf ganz Südostasien und bis Südchina im Norden zu, wo ein- und mehrsaitige, gezupfte und geschlagene Bambusröhrenzithern in großer Vielfalt vorkommen und in traditionellen Musikstilen gespielt werden. Das Hauptverbreitungsgebiet von Bambusröhrenzithern sind die Malaiischen Inseln. Dort gehören sie zu den charakteristischen Musikinstrumenten der Proto-Malaiien, also der ältesten, steinzeitlichen Einwandererschicht. Von Südostasien beeinflusst kommen Bambusröhrenzithern im äußersten Nordosten Indiens vor, darunter die zweisaitige gintang in Assam und die chigring im dortigen Bundesstaat Meghalaya. Das isolierte Vorkommen von Bambusröhrenzithern bei den zu den Scheduled Tribes gehörenden Hill Reddis in Andhra Pradesh (Zentralindien) wird ebenfalls auf einen alten südostasiatischen Einfluss zurückgeführt. Das bekannteste Musikinstrument Madagaskars, die Bambusröhrenzither valiha, geht vermutlich auf indonesische Einwanderer zurück, die Ende des 1. Jahrtausends auf dem Seeweg diese Insel vor der afrikanischen Ostküste erreichten.
Von den Bambusröhrenzithern zu unterscheiden sind einige, in der Vergangenheit häufigere, Vorkommen von aus anderen Materialien gefertigten Röhrenzithern in Zentralasien, auf dem Balkan sowie im nachkolumbianischen Südamerika und in Nordamerika. Die guslice oder gingara in Bosnien und Serbien ist eine mit einem Bogen gestrichene Röhrenzither aus einem Getreidehalm, die als Kinderspielzeug verwendet wird. Eine ebensolche corn-stalk fiddle wurde früher in Nordamerika gespielt. Die mit Stöckchen geschlagene, jamaikanische benta besitzt eine idiochorde Saite, die aus einem langen grünen Bambusrohr herausgeschnitten wird.
Einfache Brettzithern, bei denen mehrere Saiten in einer parallelen Ebene über ein Brett gespannt sind (wie die bangwe in Malawi), und Trogzithern, deren Saiten frei über einen an der Oberseite offenen Resonanzkörper verlaufen, kommen hauptsächlich in Zentral- und Ostafrika vor, sind aber in Südostasien selten.

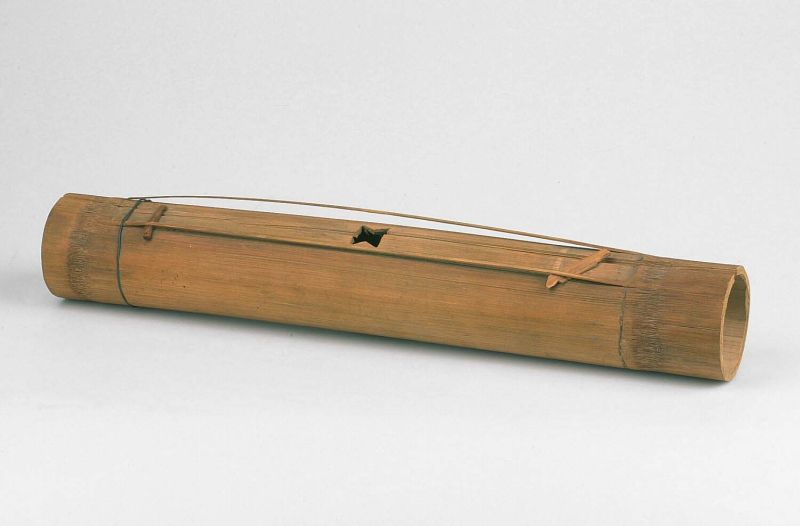
Zweisaitige gumbeng von Java. Tropenmuseum Amsterdam, vor 1936. Das über dem Schallloch zwischen den Saiten eingeklemmte Schlagplättchen fehlt.

Die bei einer evolutionären Betrachtungsweise auf „eine sehr niedrige Entwicklungsstufe“ gestellten idiochorden Bambusröhrenzithern gehören zusammen mit Bambusidiophonen (angklung), Buckelgongs, Flöten (suling) und Rahmenmaultrommeln (genggong) zur frühesten Schicht indonesischer Musikinstrumente. Hierbei werden Röhrenzithern zusammen mit beispielsweise Blasrohren und Auslegerbooten zu den „altindonesischen Elementen“ gezählt.
In den ersten nachchristlichen Jahrhunderten brachten indische Händler und Missionare ihre indische Kultur nach Südostasien, die bis heute in vielen Bereichen spürbar ist. Relativ gering war der indische Einfluss auf die Musikinstrumente, wie an den Reliefs an den Tempeln von Angkor und am Borobudur (8. Jahrhundert) zu erkennen ist, die nur wenige Instrumente aus Indien zeigen. Zur indischen Generation indonesischer Musikinstrumente gehört die mit der Röhrenzither vergleichbare Stabzither kse diev in Kambodscha, die heute fast verschwunden ist, aber an wenigen Reliefs am Bayon vom Anfang des 13. Jahrhunderts auftaucht. Über die westlichen Malaiischen Inseln gelangten die indischen Musikinstrumente in abgewandelter Form bis zu den Philippinen, wo vor deren Einführung idiochorde Bambusröhrenzithern die vermutlich einzigen Saiteninstrumente gewesen sein dürften.
Die in dieser groben historischen Einteilung dritte Generation indonesischer Musikinstrumente kam ab dem 15. Jahrhundert mit arabischen Händlern in die Region. Mit der heute dominierenden islamischen Kultur und Religion und durch die christliche Missionierung in anderen Gebieten verschwand ein guter Teil der überlieferten Musik und der traditionellen Instrumente. Auf muslimischen Einfluss gehen etwa die Zupflaute gambus (auf Bali nur von der muslimischen Minderheit gespielt) und die Stachelfiedel rebab zurück. Zu den heutigen konzertanten Saiteninstrumenten mit orientalischen Vorläufern gehören die javanischen Kastenzithern kacapi und celempung.
Unter beiden Namen sind auch indonesische Bambusröhrenzithern bekannt, die regional in der Volksmusik gespielt werden: die canang kacapi der Gayo in Aceh, die kacapi bambu der Minangkabau und die celempung bambu in Westjava. Eine verfeinerte Form ist die sasando auf der indonesischen Insel Roti. Einfache Varianten sind tanggetong bei den Toba-Batak in Sumatra, keteng-keteng bei den Karo-Batak, gondang bulu bei den Mandailing und Angkola, zwei weiteren Batak-Gruppen in Zentralsumatra. Tongkungon heißt eine Bambusröhrenzither auf Borneo, salude, kalembosan, sattung, ganrang bulo und dimba-dimba sind einige der auf Sulawesi vorkommenden Namen. Die ganrang bulo von Südsulawesi entspricht im Norden der anthu-anthuga (Gorontalo) und der tantabua (Bolaang Mongondow) und besitzt zwei Saiten, die mit zwei dünnen Stöckchen geschlagen werden. Die Atoin Meto in Westtimor spielen die sechssaitige sene kaka, Einwohner von Alor die achtsaitige teleng und auf der Insel Luzon im Norden der Philippinen kommt die kolitong vor. Ein und zweisaitige, teilweise auch dreisaitige Bambusröhrenzithern werden in Indonesien rhythmisch mit Stöckchen geschlagen, bei manchen Instrumenten, die anstelle der beiden seitlich untergeschobenen Holzstücke einen ungefähr mittig platzierten Steg besitzen, lassen sich zwei unterschiedliche Töne je Saite produzieren. Drei und mehrsaitigen Zithern werden üblicherweise beidhändig mit den Daumennägeln gezupft und zur Melodiebildung verwendet.
Curt Sachs (1928) fasst die „Trommelzithern“, also Vollröhrenzithern aus Bambus, bei denen wie bei der guntang ein Holzplättchen in der Mitte über einem Loch in der Röhre zwischen die Saiten geklemmt ist, nach der Tonerzeugung als eigene Gruppe zusammen und sieht in ihnen die nächsten Verwandten zu den in der Hand gehaltenen Bambusschlitztrommeln, von denen demnach auch alle anderen Vollröhrenzithern abstammen. Derartige Bambusröhrenzithern mit einem mittig eingeklemmten Plättchen und zwei Saiten sind von den Philippinen, Java, Madura an der Nordküste Javas, der Sumatra vorgelagerten Insel Nias, Borneo und Sulawesi bekannt; auf Madura, Sulawesi und Halmahera wurden auch Instrumente mit drei Saiten registriert. Sachs verweist hierbei auf eine parallele Entwicklung, die in einer frühen Zeit mutmaßlich vom Schlagbalken über ein langes Rohr bis zur Saite der Erdzither führte.
Neben unterschiedlichen Zithern aus ganzen Bambusröhren (darunter eine gong tondu genannte mit fünf Saiten) sind von der Insel Flores auch drei- bis siebensaitige Zithern aus einem Bambusröhrensegment bekannt, die mit zwei Stäben geschlagen werden. Große Bambusrohre erreichen Durchmesser von zehn oder mehr Zentimetern. Die aus einem halbierten Bambusrohr bestehenden Halbröhrenzithern stellen die mutmaßlichen Vorläufer der ostasiatischen Wölbbrettzithern dar (guzheng in China, wagon und koto in Japan) und die heterochorden (mit Pflanzenfaser- oder Metallsaiten bespannten) Röhrenzithern gelten als Vorstufe der auf dem südostasiatischen Festland bis Myanmar verbreiteten Krokodilzithern.

## Spielweise

### Gamelan Arja
Guntang gehören im gamelan zu den kolotomischen Instrumenten. Mit diesem von Jaap Kunst geprägte Begriff sind den Rhythmus strukturierende, interpunktierende Schlaginstrumente gemeint, die im Zusammenwirken die für die indonesische höfische Musik charakteristische, zyklische Struktur erzeugen, die meist aus schnellen Grundschlägen kleiner Buckelgongs und aus tieferen Schlägen größerer Buckelgongs besteht, die längere Zyklen markieren. 
Ein balinesischer Ensembletyp ist das gamelan geguntangan (gamelan gaguntangan oder gambelan geguntangan), zu dem üblicherweise zwei (namensgebende) guntang, zwei kleine, zweifellige Fasstrommeln kendang geguntangan, davon eine lanang („männlich“) und eine wadon („weiblich“), paarweise mit den Händen zusammengeschlagene Paarbecken ceng-ceng und drei unterschiedliche waagrechte Buckelgongs gehören: Der kleine Gong tawa-tawa (auch tawak) wird im Schoß gehalten und fungiert mit einem weichen Schlägel angeschlagen als Taktgeber. Er kommt in dem für Prozessionen verwendeten gamelam tawa-tawa auf Bali und auf Lombok vor. Der kajar ist ein ebenfalls kleiner Buckelgong, der mit einem festen Schlägel geschlagen wird, um rhythmische Akzente zu setzen. Klenang (kelenang) ist ein weiterer kleiner Buckelgong auf einem Holzgestell, der ansonsten im gamelan gambuh vorkommt. Anstelle des kajar wird auch ein gong pulu, ein Holzgestell mit zwei Bronzeschlagplatten, verwendet. Der Spieler der kendang lanang ist der musikalische Leiter des Ensembles, der die Wechsel von Rhythmus, Tempo und Lautstärke einleitet. Das einzige, einen anhaltenden Ton produzierende Melodieinstrument ist die kurze Bambuslängsflöte suling. Mehrere suling umspielen die Melodie der Gesangsstimme. Die größere der beiden guntang (guntang gede) bestimmt die rhythmische Betonung, die kleinere (guntang cenik) gibt den Taktschlag vor, der als tit vokalisiert wird. Die Sprachsilbe für die größere guntang ist pur (mit gerolltem r) wie der Schlag des mittelgroßen Gongs kempur oder gir (sir-r-r), wie der Schlag des großen Gongs gesprochen wird. Werden die Silben gesungen, folgen sie in der Tonhöhe der Flötenmelodie. Die guntang cenik wird heute meist durch den kleinen waagrecht aufgehängten Buckelgong kempli ersetzt.
Das gamelan geguntangan ist das am besten geeignete Ensemble, um das sehr beliebte balinesische Tanzdrama arja (auch ardja), das wegen seiner Verbreitung als „Balinesische Oper“ bekannt ist, musikalisch zu begleiten. Nach dieser Verwendung heißt es gamelan arja. Im arja werden Tanz, gending (instrumentale gamelan-Komposition), tandak und gesprochene Dialoge zu einer darstellerischen Einheit verbunden. Tandak (Plural tetandakan) ist ein für bestimmte dramatische Szenen geeigneter Gesangsstil, der in Tonhöhe und melodischem Verlauf der dominierenden Instrumentalmusik folgt. Demgegenüber bezeichnet tembang die musikalisch eigenständigen Gesangsformen, mit denen die Auftritte der Hauptfiguren begleitet werden. Der am häufigsten im Tanzdramastil arja aufgeführte Erzählstoff ist die Liebesgeschichte des mythischen ostjavanischen Prinzen Panji und der Prinzessin Candrakirana, die im 11. Jahrhundert spielt. Die Erzählung wird häufig im Maskentheater wayang topeng und in anderen wayang-Formen, darunter der praktisch verschwundenen Bildrollenvorführung wayang beber dargestellt. Während der Majapahit-Zeit verbreitete sich im 14. Jahrhundert die Panji-Erzählung auch auf Bali und gelangte bis ins Reich der Khmer und nach Siam. Daneben werden im arja balinesische Volkserzählungen und Episoden aus den indischen Epen Ramayana und Mahabharata aufgeführt.
Arja entstand auf Bali vermutlich in der zweiten Hälfte des 19. Jahrhunderts und wurde seitdem mehrfach stilistisch verändert. In den 1920er Jahren wurde das gedämpft klingende gamelan geguntangan als arja geguntangan genannte Begleitung des Tanztheaters eingeführt. Das Tanzdrama hatte sich zu dieser Zeit aus einfacheren Formen zu einem ausgereiften Theaterspiel mit männlichen und weiblichen Darstellern entwickelt, die Elemente aus den Tanzstilen legong und gambuh übernahmen. Gambuh ist das älteste und formellste balinesische Tanzdrama, das auf den Kultureinfluss des ostjavanischen Reiches Majapahit zurückgeht und in welchem – so die allgemeine Würdigung – nach der islamischen Eroberung Javas die Werte und Vorstellungen der javanischen Herrscher und Adelshäuser des 15./16. Jahrhunderts bewahrt werden. Das Repertoire und die Spielweise des dazugehörigen gamelan gambuh bilden den Ursprung der klassischen balinesischen Musik. 
Seit den 1970er Jahren wird arja auch vom gamelan gong kebyar begleitet. Dieses gamelan mit großen, laut klingenden Metallophonen machte aus der bisherigen, von den weichen Bambusklängen geprägten, ruhigen Spielweise eine deutlich wildere, dramatischere Form. Darüber hinaus wird das gamelan geguntangan beim Chorgesang und Tanz jangar gespielt.

### Weitere Gamelan
In der ersten Hälfte des 20. Jahrhunderts wurde auf Bali ein kleines Ensemble eingeführt, in welchem die bislang hauptsächlich zur Imitation von Fröschen verwendete Maultrommel genggong und die enggung, eine Art Maultrommel, deren Zunge nicht gezupft, sondern wie ein Mirliton angeblasen wird, um Instrumente aus dem gamelan geguntangan erweitert wurde. Dieses gegenggongan oder gamelan genggong genannte Maultrommel-Ensemble begleitet manchmal kleine Theateraufführungen, etwa den balinesischen Maskentanz godogan, bei dem die Hauptfigur ein Froschprinz ist, der durch den Kuss der Prinzessin und mit dem Wohlwollen des Gottes Wisnu wieder menschliche Gestalt erhält. Fünf bis acht genggong werden durch zwei unterschiedlich große guntang ergänzt. Die längere und tiefer klingende guntang wird hier gejir genannt und dient als Ersatz für den hängenden Buckelgong kempur. Die kürzere, höher klingende kelintit sorgt anstelle der kleinen Kesseltrommel kajar  für den Taktschlag und die kleine Flöte suling für die Melodieführung.
In der Musik von Lombok unterhalten die Sasak in jüngster Zeit die Touristen wie auf Bali mit neu gebildeten Xylophon-Ensembles (gamelan grantang). Bei anderen Touristenaufführungen spielen Formationen aus paarweise eingesetzten Maultrommeln genggong (oder selober), der Flöte suling, dem Paarbecken kecék  und der guntang.
Die auf Java selten gewordene Röhrenzither gumbeng wird gelegentlich zur Liedbegleitung und im Dorf Beji im Distrikt Ngawen (Regierungsbezirk Gunung Kidul in Zentraljava) in der musikalischen Form rinding gumbeng verwendet, die zu den Erntezeremonien zu Ehren der Reisgöttin Dewi Sri gehört. Namensgebend für das Ensemble ist neben der gumbeng die Bambusmaultrommel rinding.